# Тейс Элуай
Дортейс Хио Элуай (3 ноября 1937 — 10 ноября 2001) — бывший лидер сообщества в Западном Папуа. Был убит членами спецназа Индонезийской армии.

## Биография
Тейс родился в деревне Сере в Сентани, в том, которая в то время находилась на территории голландской Новой Гвинеей. Начальное образование получил в «Jongensvervolgschool» в Йоке и школе-интернате, которую возглавлял голландский миссионер Изаак Самуэлем Кийне. Работал метеорологическим помощником, затем возглавил деревню. В 1962 году Индонезия взяла под свой контроль территорию Новой Гвинеи. В 1969 году под контролем ООН был принят Закон о свободном выборе, чтобы определить желания папуасов в отношении их политического статуса. Tейс был одним из тех немногих папуасов, которые были выбраны для участия в этой Консультации, которая единогласно проголосовала за интеграцию с Индонезией. В 1971 году он стал членом местного законодательного органа. В 1980 году он присоединился к Региональному традиционному совету в качестве представителя от района Сентани, а затем и для всей провинции Папуа. В 1990 году он стал его председателем. С 1996 года Совет стал более политическим, а с ростом политической свободы после падения Сухарто в 1998 году Совет действительно начал открыто говорить о политическом статусе Папуа и о праве папуасов на самоопределение.
В 1999 году Тейс Элуай был избран на Большой консультации в Сентани  в качестве Председателя Совета Президиума Папуа из Западного Папуа . В 2000 году, на втором Папуа-Конгрессе в Джаяпуре, он был утвержден как лидер Западного Папуа. Том Бинал, лидер Амунмве, был избран его заместителем. Он начал называть себя Пимпинан Бесар Бангса Папуа, Великий Лидер Папуасского народа, и он появлялся почти ежедневно в газетах. Он организовал молодых папуасов в «Satgas Papua» и обучал их. «Satgas Papua» сумел с успехом установить порядок на крупных массовых демонстрациях и в Мубе и Папуа-Конгрессе. «Satgas Papua»  руководил его сын Бой Элуэй. Они также инициировали Поско Папуа, Пос Командо или Командующий пост, созданный у входа во многие деревни, чтобы контролировать, кто будет входить или выходить из деревни, чтобы предотвратить провокаторов, создать ситуацию насильственного конфликта, как в соседнем Амбоне. Из его дома в Сентани поднимался флаг Утренней звезды — независимого Папуа. Для этих проектов они получили щедрую финансовую поддержку от Yorrys Raweyai, заместителя председателя Pemuda Pancasila.